# Кужешин
Кужешин (пољ. Kurzeszyn) је село у Пољској које се налази у војводству Лођ у повјату Равском у општини Рава Мазовјецка. Налази се у средини земље, око 68 km југозападно од Варшаве.
Налази се на реци Равка.
Број становника је око 650.
Основан у XI-XIII веку.
Од 1975. до 1998. године ово насеље се налазило у Скјерњевицком војводству.